# Sainte-Anne-de-Sabrevois
Sainte-Anne-de-Sabrevois, también llamado Sabrevois y antaño como Coin-de-Sermonville, es un municipio de la provincia de Quebec en Canadá. Es uno de los municipios pertenecientes al municipio regional de condado de Le Haut-Richelieu, en la región de Montérégie-Est en Montérégie.

## Geografía

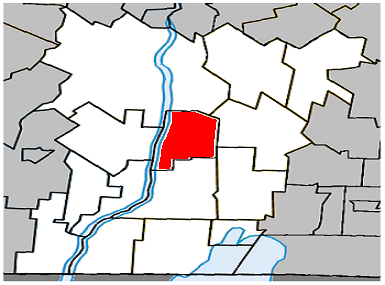
Ubicación de Sainte-Anne-de-Sabrevois en el MRC del Le Haut-Richelieu

Sainte-Anne-de-Sabrevois se encuentra por la orilla derecha del río Richelieu en la planicie del San Lorenzo. Está ubicado entre Saint-Jean-sur-Richelieu al norte, Saint-Alexandre al este, Saint-Sébastien al sureste, Henryville al sur así como Saint-Paul-de-l'Île-aux-Noix y Saint-Blaise-sur-Richelieu en la orilla opuesta del Richelieu, al oeste. Su superficie total es de 48,42 km² cuyos 44,85 km² son tierra firme.

## Historia
El Señorío de Sabrevois fue concedido por el gobernador de Nueva Francia a Clément-Charles Sabrevois de Bleury en 1733 pero hubo no desarrollo durante esta época. Después el tratado de París en 1763, el señor se fue a Francia. Algunos Lealistas vinieron a vivir en el señorío. La población local empezó a crecer al principio de siglo XVIII con la llegada de familias de Nueva Hampshire. La economía local fue basada sobre la actividad de una serrería entre 1824 y 1845. Hacia 1860, la localidad se llamaba Coin-de-Sermonville, recordando la familia Sabrevois de Sermonville. La parroquia católica de Sainte-Anne-de-Sabrevois, del nombre de Ana, madre de María, fue creada en 1884, oficialmente en 1887. El municipio de parroquia de mismo nombre fue instituido en 1888. La Inundación de la cuenca del lago Champlain y del río Richelieu de 2011 afectó la localidad.

## Política
El consejo municipal es compuesto de seis consejeros sin división territorial.
|            | 2009-2013                                                                                   | 2013-2017                                                                                        |
| Alcalde    | Clément Couture                                                                             | Denis Rolland                                                                                    |
| Consejeros | Serge Benoît Chantal Jourdain Michel Lalonde Nicole Mallette Jacques Oligny Sylvain Sévigny | Isabelle Allard Frédéric Belisle Guy Chamberland Teresa Gagnon Geneviève Girard Jacques Lavallée |

El municipio está incluso en las circunscripciones electorales de Iberville a nivel provincial y de Saint-Jean a nivel federal.

## Demografía
Según el censo de 2011, había 2074 habitantes (gentilicio Sabrevoisien, ne (en francés)) en este municipio con una densidad de población de 46,7 hab./km². Los datos del censo mostraron que de las 1889 personas censadas en 2006, en 2011 hubo un aumento de 185 habitantes (9,8 %). El número total de inmuebles particulares resultó de 877. El número total de viviendas particulares que se encontraban ocupadas por residentes habituales fue de 808.

## Economía
La economía local es esencialmente agrícola con la ganadería de porcinos, bovinos, vacas y abejas.

## Cultura
El museo Honoré-Mercier está en la casa natal de este primer ministro de Quebec.

## Sociedad
La gente llama generalmente la localidad simplemente Sabrevois, como son nombrados la oficina de correos y la estacione de ferrocarril.

### Personalidades
- Honoré Mercier (1840-1894), primer ministro de Quebec
- Gérard Bessette (1920-2005), escritor